# Combat de Villagarcia (1810)
Guerre d'indépendance espagnole
Batailles
- Astorga (03-1810)
- Ciudad Rodrigo (04-1810)
- Barquilla (07-1810)
- La Côa (07-1810)
- Almeida (07-1810)
- Villagarcia (08-1810)
- Trant
- Fuente de Cantos (09-1810)
- Buçaco (09-1810)
- Torres Vedras
- Pombal (03-1811)
- Redinha (03-1811)
- Condeixa
- Casal Novo (03-1811)
- Foz de Arouce (03-1811)
- Sabugal (04-1811)
- Fuentes de Oñoro (05-1811)
- Almeida  (04-1811)

Le combat de Villagarcia, aussi connue sous le nom de combat de Bienvenida, se déroula le 11 août 1810 à Villagarcía de la Torre, pendant la guerre d'Espagne. Il opposa les troupes françaises du général Jean-Baptiste Girard aux forces espagnoles du marquis de La Romana. L'affrontement se solda par une victoire française.

## Contexte

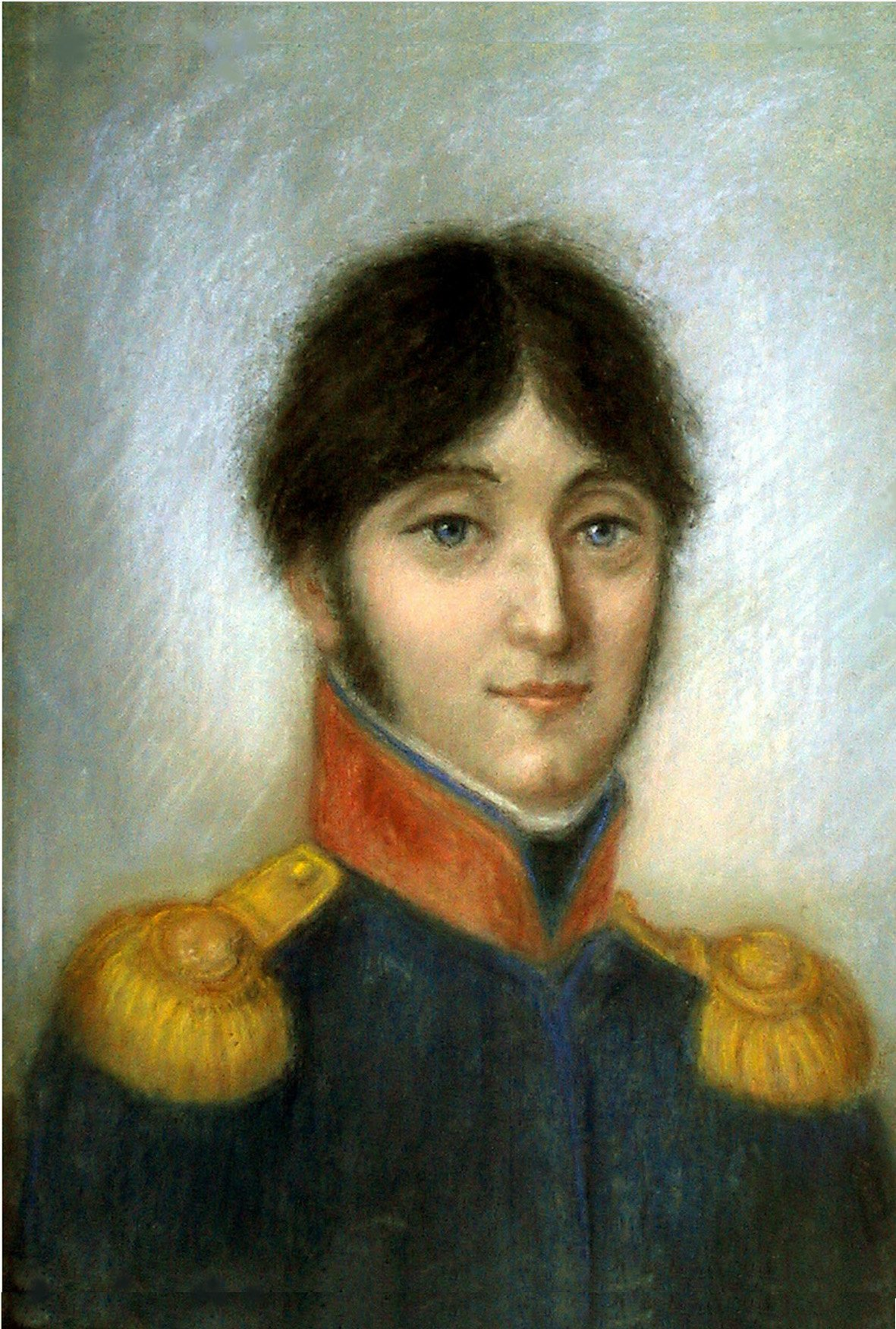
Le général Jean-Baptiste Girard, commandant les troupes françaises.

En août 1810, le marquis de La Romana résolut de s'approcher de Séville, aux mains des Français mais qui n'était alors plus protégée que par la seule division du général Gazan. Le commandant espagnol rassembla pour cette opération une armée forte de 10 000 fantassins et 1 000 cavaliers d'après l'historien britannique Charles Oman ou de 10 à 12 000 hommes d'infanterie et 900 chevaux selon une autre source. Le général de division Girard se trouvait alors en Estrémadure. Instruit de la marche des Espagnols sur Bienvenida, il se porta rapidement sur ce point par Villagarcia, le 11 août 1810.
Ce mouvement inattendu incita La Romana à interrompre sa manœuvre et à se placer sur la défensive. Ce dernier forma ses lignes dans des positions entourées de retranchements naturels et attendit l'attaque. Les effectifs français pour ce combat était d'environ 7 000 fantassins et 1 200 cavaliers. Le général Girard fit des démonstrations sur le centre, tandis que le général Chauvel marchait pour déborder les Espagnols sur la gauche et que le général Brayer observait la droite.

## Déroulement
Deux escadrons espagnols chargèrent la brigade Chauvel, qui les reçut à bout portant et les mit en déroute. La position de gauche fut ensuite enlevée par les troupes de ce général tandis qu'au même moment, la brigade Brayer s'avançait et s'emparait, à la baïonnette, d’un plateau défendu par 5 000 hommes. Les deux brigades françaises couronnèrent alors les hauteurs, décidant du sort de la bataille.
La cavalerie espagnole tenta de protéger la fuite de l'infanterie, mais fut chargée et brisée par les voltigeurs de Girard. La poursuite dura jusqu'à Monte Molino, d'où les restes de l'armée de La Romana se jetèrent dans les montagnes de Calera.

## Bilan
Pour le Dictionnaire historique des batailles, la perte des Espagnols, dans cette affaire, fut de 2 500 hommes tués ou blessés, 700 prisonniers, quatre pièces de canon et d'importantes quantités de vivres. Charles Oman donne toutefois un bilan moins sévère de 600 hommes hors de combat du côté espagnol tout en évaluant les pertes françaises à 200 tués ou blessés. Dans une lettre adressée au maréchal Berthier, en date du 16 septembre 1810, Napoléon écrit :

« Mon cousin, écrivez au général Girard une lettre en mon nom pour lui témoigner ma satisfaction sur sa bonne conduite dans l’affaire de Villagarcia, et faites mettre à l’ordre du jour que j’ai reconnu en cette circonstance la bravoure ordinaire des troupes du 5e corps. »